# Olivia Arthur

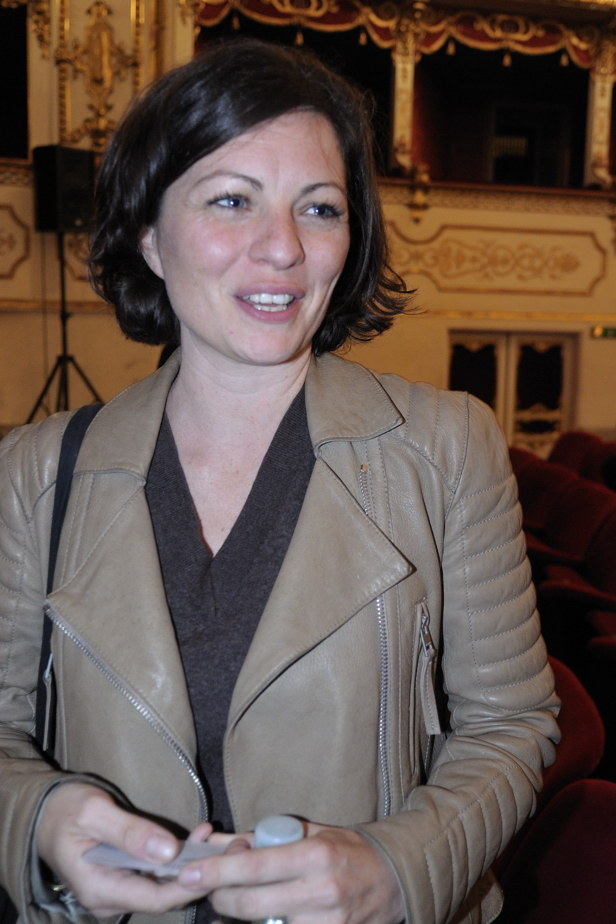
Olivia Arthur (2014)

Olivia Arthur (* 1980 in London) ist eine vielfach preisgekrönte britische Fotojournalistin und eines der jüngsten Mitglieder der Fotoagentur Magnum.

## Wirken
Im Jahr 2002 erwarb Olivia Arthur zunächst einen Abschluss für Mathematik an der Oxford-Universität. 2003 machte sie ein Diplom in Fotojournalismus am College of Printing in London. Anschließend arbeitete sie als freie Fotojournalistin.
Sie ging mit einem Zelt als mobile Unterkunft auf Reisen. Aufmerksamkeit in der Fachwelt erweckte sie vor allem mit Reportagen aus Bereichen, zu denen Außenstehende üblicherweise kein Zutritt gewährt wird. Sie fotografierte saudi-arabische Frauen in ihrer häuslichen Umgebung. Obwohl Olivia Arthur die Frauen nicht unverschleiert abbilden durfte, machen die Bilder viel von deren Leben zwischen hohen Mauern und starren Regeln deutlich. Aus den Arbeiten entstand 2012 ihr erstes Buch: Jeddah Diary.
In Indien blieb sie zweieinhalb Jahre und fotografierte vor allem Unberührbare, viele Porträts von Gesichtern mit Tätowierungen.
Seit 2008 ist Olivia Arthur Mitglied der unabhängigen Fotoagentur Magnum. Reportagen von ihr befinden sich in den Sammlungen des Kameramuseums in Vevey, Schweiz und im National Media Museum in Bradford.

## Preise
- 2004 Vic odden Award der Royal Photographic Society
- 2008 Laureate Photographe, Fondation Jean-Luc Lagarde, Paris
- 2008 OjodePez-PhotoEspana Award for Human Values, Madrid
- 2007 National Media Museum Bursay, Bradford
- 2007 Inge Morath Award, Magnum Photos
- 2007 Joop Swart Masterclass World Press Photo, Amsterdam
- 2001 Guardian Student Photographer of the Year, UK

## Ausstellungen
- 2011 New York Photo Festival (Saudi Arabia)
- 2009 PhotoEspana festival, Madrid (Iran)
- 2008 Bruce Silverstein Gallery, New York City (Iran)
- 2008 Lumix festival of young photojournalism
- 2006 Centre Pompidou, Paris: Les Yeux Ouverts